# Jirka Houska

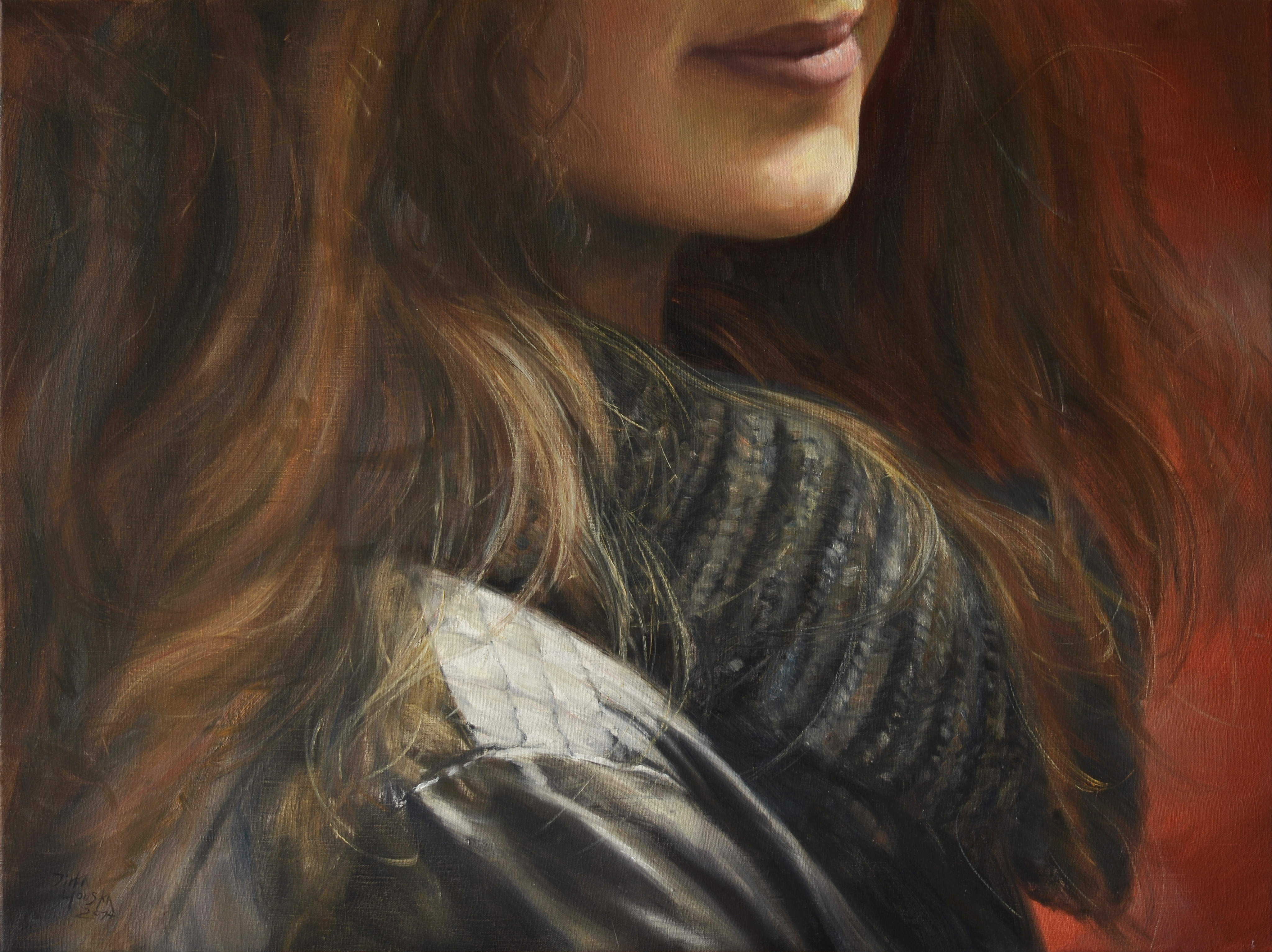
Jirka Houska, Poloportrét s červeným pozadím, 75x100 cm, olej na plátně

Jiří Houska (* 1985 Praha) je český malíř.

## Život a dílo
Studoval na střední Výtvarné škole Václava Hollara a na Akademii výtvarných umění v Praze, v ateliéru prof. Zdeňka Berana, kde v roce 2012 diplomoval . Od roku 2013 zastoupen ve sbírkách Národní galerie v Praze. V roce 2015 vyšla jeho série maleb na téma tajemných zvířat, jako ilustrace v knize Stezkami záhadných zvířat, předního českého kryptozoologa Ing. Jaroslava Mareše.
Věnuje se primárně realistickému malířství, nejvíce portrétům, figurám a krajinomalbě. Mezi jeho náměty patří i výjevy z oblasti sci-fi a fantasie, inspirované mytologií i přírodními vědami, především to je paleontologie, paleoantropologie, evoluční biologie, kryptozoologie. Na ně navazují i kompozice s trpasličími bytostmi, často pojaté volným expresivním způsobem, které vůči realistické tvorbě představují určitý protipól.
V letech 2012 až 2021 se věnoval i pedagogické činnosti jako lektor ve výtvarných kurzech a rovněž má vzdělávací kanál na Youtube, kde pořizuje videa o malířství i ostatních oborech, které ho inspirují.

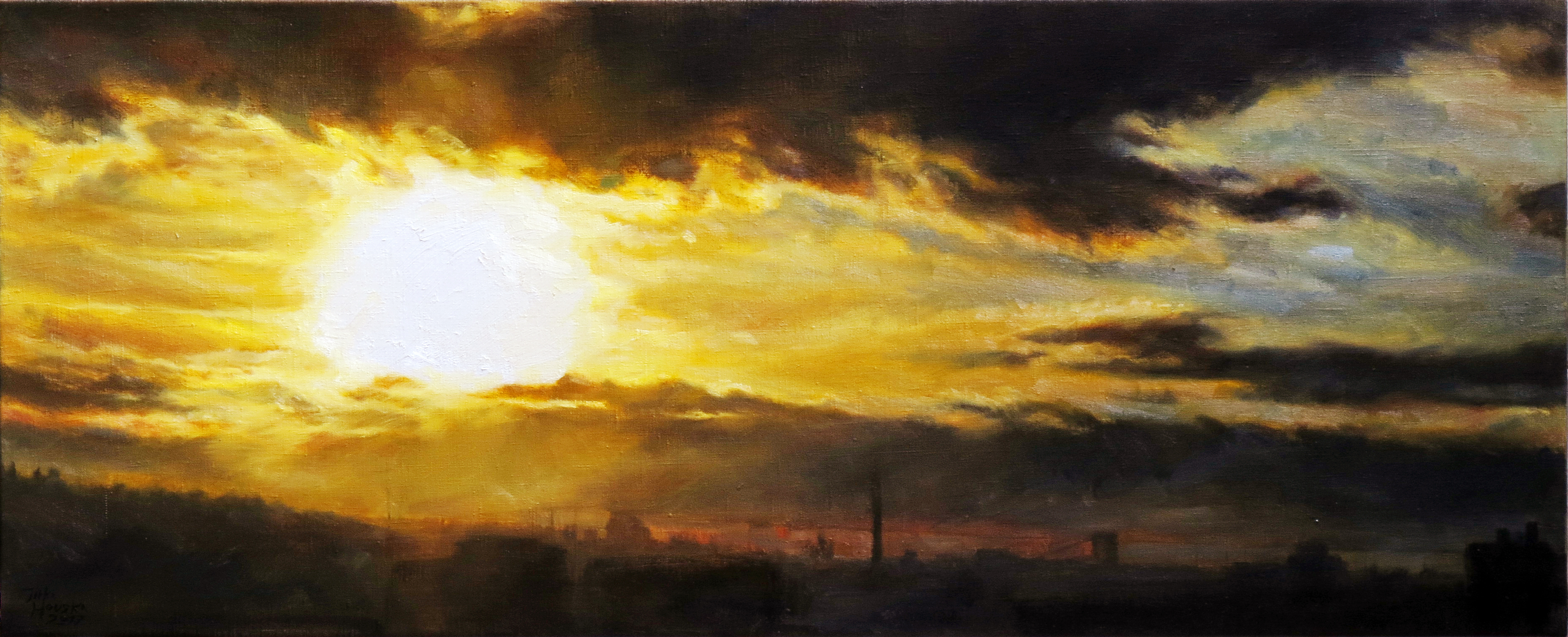
Jirka Houska, Slunce, 55x135 cm, olej na plátně, rok 2017

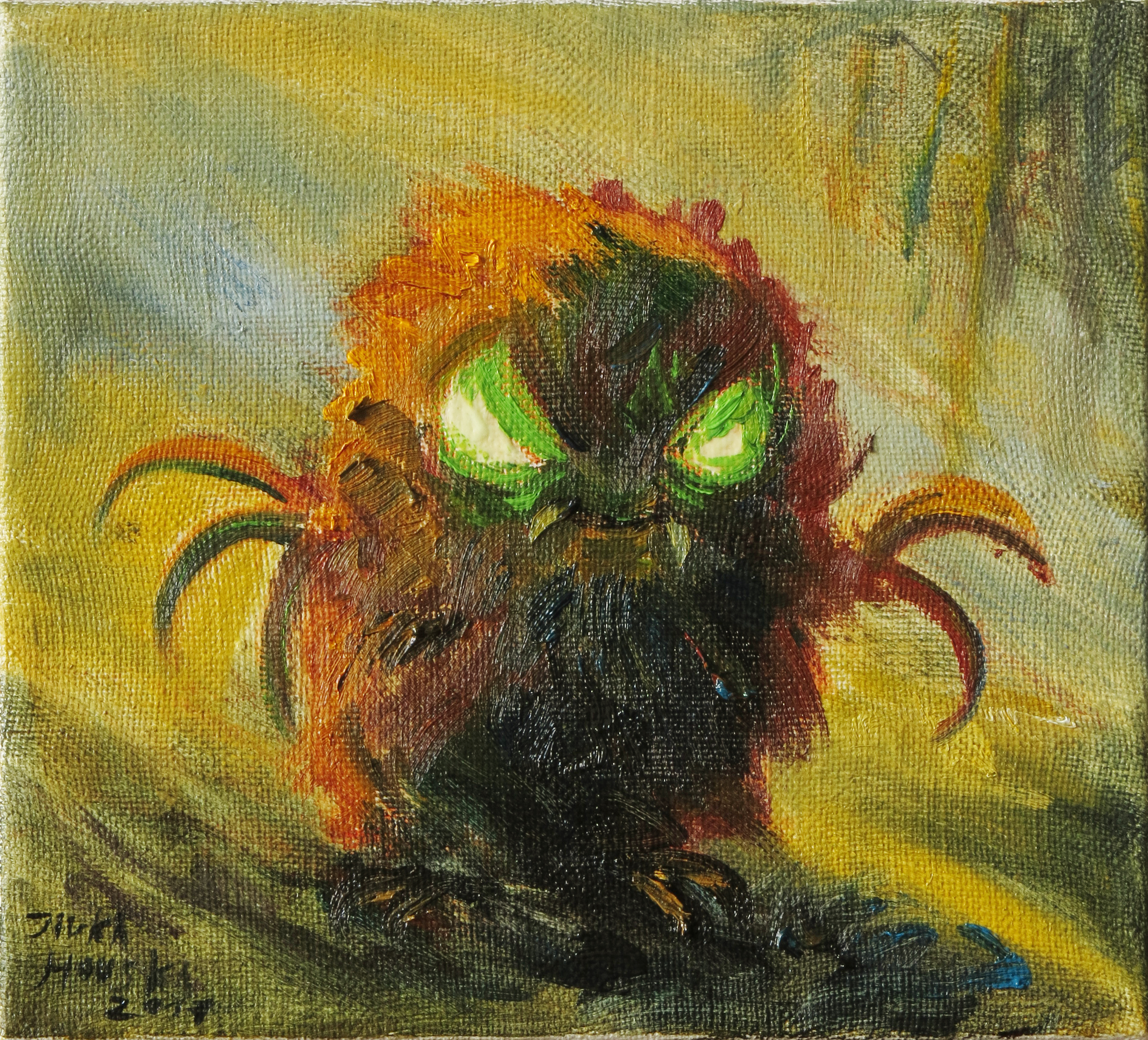
Lesní přízrak, 18x20 cm, olej na plátně, rok 2017

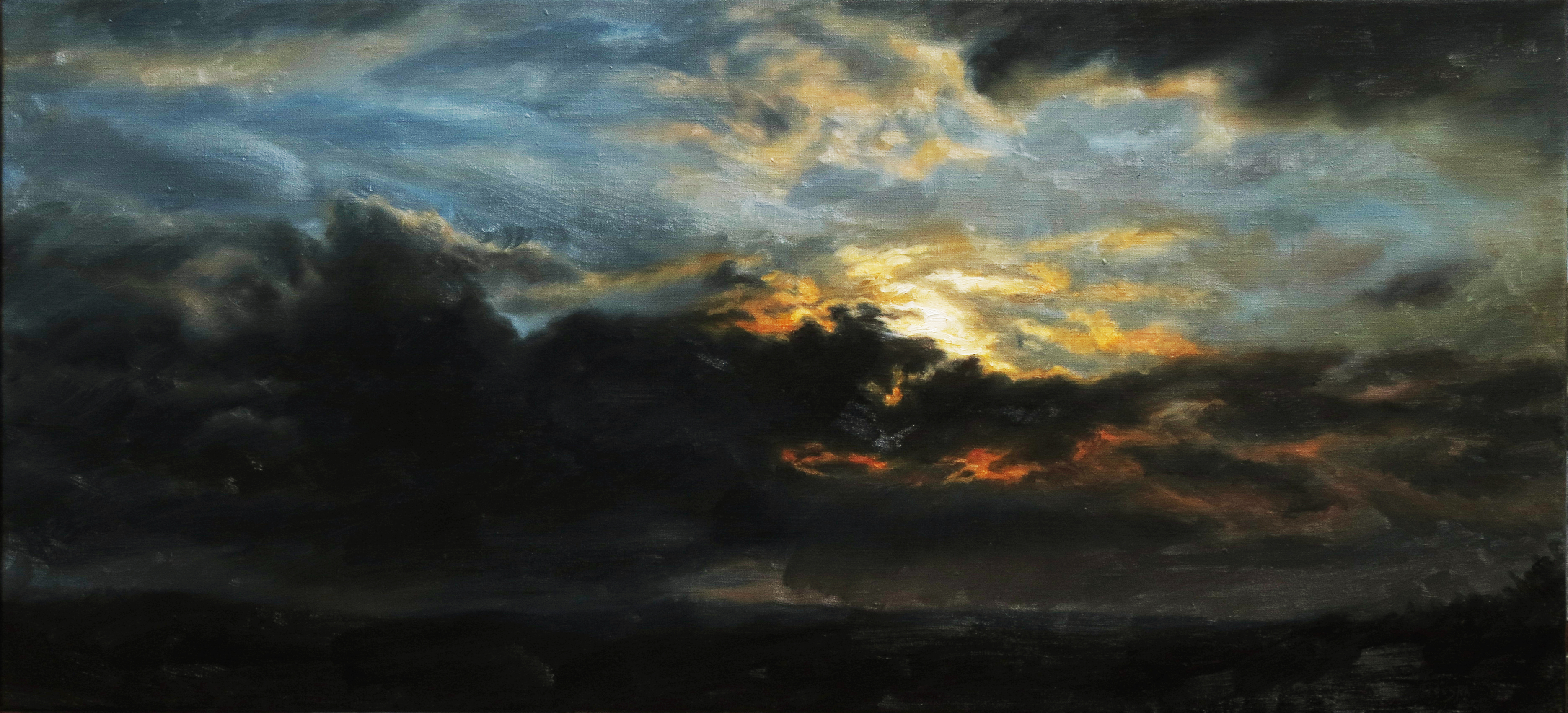
Ptačí mraky, 55x120 cm, olej na plátně, rok 2018

## Samostatné výstavy
- 2009  Galerie u Zlatého kohouta, Praha
- 2009  Sedlec-Prčice
- 2010  Hrad Houska
- 2010  Lidi, hvozdy, mlhy – Galerie u Zlatého kohouta, Praha
- 2011  Obrazy za poslední rok – Galerie u Zlatého kohouta, Praha
- 2011  Podlahy a temnota – Galerie Pokorná, Praha
- 2013  Převážně v divočině – Galerie Mainerová, Praha
- 2013  Poloskryto – Galerie Pokorná, Praha
- 2013  Ňadra a mamuti – Alex Art Gallery (Knupp Gallery) Praha
- 2014  Úplněk a poloportréty – Alex Art Gallery (Knupp Gallery) Praha
- 2015  Od mamutů k Měsíci – Artinpark Gallery, Průhonický zámek
- 2015  Stezkami záhadných zvířat – Knupp gallery, Praha
- 2016  Z očí do očí – Knupp gallery, Praha
- 2017  Pohlceno pralesem – Galerie Via Art, Praha
- 2017  Slonovrat – Knupp Gallery, Praha
- 2018  Rovnováha – Knupp Gallery, Praha
- 2019  Dýchající obloha v Impact Hub Prague, Koperníkova 10, Praha 2

## Společné výstavy
- 2009 Galerie Dolmen: Společná výstava s Jiřím Vávrou a Jitkou Nesnídalovou
- 2012 Galerie Dolmen: Městem i pralesem, společná výstava s Jitkou Nesnídalovou
- 2015: Praha, náplavka, (A)void gallery: Vhltava, společná výstava s Blankou Novákovou
- 2016: Praha, náplavka, (A)void gallery: Společná výstava s Jitkou Nesnídalovou

## Některé z kolektivních výstav
- 2008: Praha, Novoměstská radnice, “Defenestrace”
- 2010: Praha, Chemistry gallery: Best of klausury
- 2010: Praha, Aukční výstava pro Konto BARIÉRY
- 2010: Polsko: Putovní výstava k plenéru, u výročí bitvy u Grunwaldu
- 2011: Praha, Figurama 2011
- 2011: Praha, Artpro gallery, výstava “HYPE-R-R”
- 2012: Praha, Národní galerie, Veletržní palác: Diplomanti AVU 2012
- 2012: Strakonice: Muzeum středního Pootaví, Studenti a absolventi at. prof. Berana
- 2012: Klatovy Klenová: Galerie u Bílého jednorožce, “Originální perspektivy”
- 2012: Londýn, zastoupen galerií eS, na výstavě českých umělců, v Českém centru na Olympiád
- Výstava pak pokračovala v Galerii Gambit na Praze
- 2012: Brno, Reduta, Kafka a jiní ptáci
- 2012: Kroměříž, Galerie 77, výstava “Zoo”
- 2013: Praha, Galerie Artinbox
- 2017:  Praha, Nová galerie, Krajina 2017
- 2019:  Art safary, Řeporyje
- 2019 - 2020 Dialogy, Galerie Kooperativy, Praha
- 2020 - 2021 Praha, Císařská konírna, Portrét v Čechách pohledem dvou staletí

#### Články o autorovi
- https://www.novinky.cz/bydleni/jak-bydli-vip/clanek/jak-bydli-a-tvori-akademicky-malir-jirka-houska-233886
- https://www.artmap.cz/jirka-houska-od-mamutu-k-mesici-0/
- http://martinfryc.eu/vystavy/vernisaz-jirka-houska-rovnovaha/
- http://martinfryc.eu/vystavy/vernisaz-jirka-houska-slonovrat/
- https://age-management.cz/clanky/detail/67
- https://www.hubpraha.cz/event/vernisaz-serie-dychajici-obloha/ Archivováno 26. 10. 2019 na Wayback Machine.
- https://www.informuji.cz/akce/praha/112316-jirka-houska-rovnovaha-knupp-gallery-praha/
- http://www.artarena.cz/seznam-autoru/8-jirka-houska/ Archivováno 26. 10. 2019 na Wayback Machine.